# Artland Dragons
Die Artland Dragons sind eine deutsche Basketballmannschaft aus Quakenbrück in der Samtgemeinde Artland. Nach dem Rückzug aus der Basketball-Bundesliga im Mai 2015 traten die Niedersachsen in der 2. Bundesliga ProB an, während der Sommerpause 2018 erhielten sie eine Lizenz für die 2. Bundesliga ProA.

## Geschichte

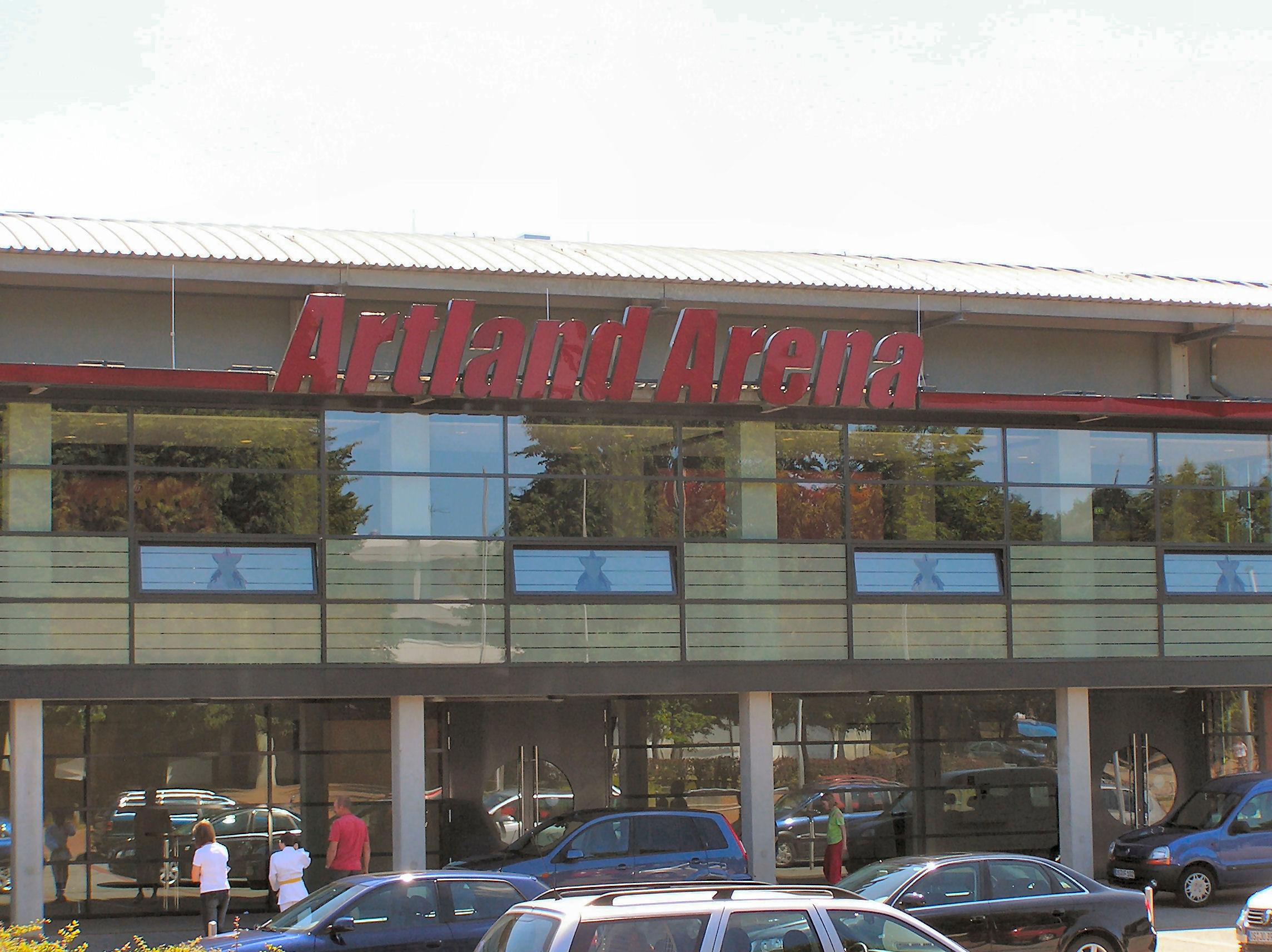
Die Spielstätte Artland-Arena

Basketball hat in der Stadt Quakenbrück eine lange Geschichte. Nachdem am Artland-Gymnasium in Quakenbrück Basketball gespielt wurde, konnte im Jahr 1955 beim Quakenbrücker TSV (QTSV) eine Basketballabteilung aufgebaut werden. In den 1970er Jahren gelangen der ersten Herrenmannschaft die ersten sportlichen Erfolge. Zum einen stieg man in die 2. Basketball-Bundesliga auf und zum anderen kämpfte man um den Einzug ins Achtelfinale des DBB-Pokals. Die 2. Bundesliga konnte drei Spielzeiten gehalten werden. In dieser Zeit mussten die Ligaspiele mangels regelgerechter Halle in Essen (Oldenburg) ausgetragen werden.
Langjähriger Hauptförderer der Basketball-Bundesliga Mannschaft Artland Dragons bzw. des Basketballsports in Quakenbrück und einer der maßgeblichen Initiatoren der Basketballbegeisterung in Quakenbrück ist Günter Kollmann, ehemaliger Basketballnationalspieler (für die Bundesligisten ATV Düsseldorf und VfL Osnabrück) und Unternehmer in der Textilbranche.
In der Saison 1977/79 stieg der QTSV aus der 2. Bundesliga ab und es ging weiter abwärts bis in die Landesliga. Ab 1985 wurde in der Artland-Sporthalle gespielt.

### 1990er Jahre
In den 1990er Jahren kämpften sich die Quakenbrücker zurück, stiegen 1994 in die 2. Regionalliga, 1995 in die 1. Regionalliga und 1996 in die 2. Bundesliga auf.
Ab 1994 gehörte der US-Amerikaner Chris Fleming zum Kader und wurde als Leistungsträger (und späterer Trainer) zu einer der Hauptfiguren in der folgenden Erfolgsgeschichte. In den Saisons 1997/98 und 1998/99 erreichte der QTSV die Aufstiegsrunde zur Basketball-Bundesliga. In der Saison 1998/99 wurden zudem Ausrufezeichen im DBB-Pokal gesetzt: Der damalige Tabellenvierte der Bundesliga, Rhöndorfer TV, wurde mit 65:63 bezwungen. Im Achtelfinale traf die Mannschaft von Trainer Toni Bevanda dann ebenfalls auf einen Erstligisten, nämlich auf DJK Würzburg mit dem jungen Dirk Nowitzki. Der spätere NBA-Star war mit 33 Punkten in der Artland-Sporthalle entscheidend daran beteiligt, dass der QTSV eine weitere Pokalüberraschung knapp verpasste und mit 74:77 verlor.

### 2000er Jahre
Im Jahr 2000 übernahm Fleming das Traineramt, an seiner Seite stand mit Ritz Ingram ein erfahrener Assistent. Die Saison 2000/01 wurde vom Zweikampf zwischen Quakenbrück und Rhöndorf geprägt, der erst am letzten Spieltag entschieden wurde., Der QTSV musste sich den Rheinländern mit 97:100 nach Verlängerung geschlagen geben, Rhöndorf war Meister (gab die Lizenz aber an Köln weiter) Quakenbrück beendete die Saison als Zweiter. In der Saison 2001/02 wurde man Dritter, ehe 2002/03 der Aufstieg gelang: Der QTSV marschierte ungeschlagen zum Meistertitel, zur Erfolgsmannschaft gehörten unter anderem der US-Amerikaner Michael-Hakim Jordan, der Austro-Amerikaner Johnny McNeil, der Grieche Konstantinos Stavropoulos, Arne Woltmann, Daniel Strauch und Ingo Freyer. Der Spielbetrieb der Profimannschaft wurde 2003 aus dem Stammverein TSV Quakenbrück ausgegliedert und in die Artland Dragons Sport-Marketing GmbH überführt. Dass die Mannschaft aus der Kleinstadt Quakenbrück in die Bundesliga aufstieg, wurde in den Medien als Kuriosum eingestuft: „Von Entenhausen, vom Verein aus der Provinz, in der sich Hase und Igel gute Nacht sagen oder die dicke Kuh auf der grünen Wiese grast, sowie von quakenden Fröschen, die der Stadt ihren Namen gaben, ist genug (oder auch nicht) geschrieben und gesprochen worden“, hieß es in der Fachzeitschrift Basketball vor der ersten Quakenbrücker Bundesliga-Saison.
Die mittlerweile in Artland Dragons umbenannte Mannschaft verpasste als Aufsteiger in der Saison 2003/04 nur hauchdünn die Bundesliga-Playoffs, nach der Punktrunde war man mit Bayer Leverkusen punktgleich. 2004/05 führte Chris Fleming die Drachen erstmals ins Playoff-Viertelfinale. 2005/06 gelang das ebenso, 2006/07 erreichte man dank Playoff-Siegen über Berlin und Köln gar die Finalserie und verlor dort mit 1:3-Spielen gegen Bamberg. Ins Pokalendspiel kämpfte man sich ebenfalls vor, verpasste aber auch dort den ersehnten Titel.
In der Saison 2007/08 qualifizierten sich die Quakenbrücker als Tabellenzweiter für die Meisterrunde, schieden dort aber im Viertelfinale gegen Bonn aus. Dafür wurde im Pokal gefeiert: Ein 74:60-Endspielsieg über Ludwigsburg holte den Pott ins Artland. Nach der Saison 2007/08 verließ Erfolgstrainer Fleming Quakenbrück, sein Nachfolger wurde Thorsten Leibenath. In dessen zweijähriger Amtszeit wurde die Playoff-Teilnahme zweimal knapp verfehlt.

### 2010er Jahre
Stefan Koch wurde 2010 Leibenaths Nachfolger. Er führte die Artländer 2011 und 2012 ins Halbfinale der Meisterrunde, 2013 schied man im Viertelfinale aus. Zudem schafften die Dragons unter Kochs Leitung 2012 den Sprung ins Viertelfinale des europäischen Vereinswettbewerbs EuroChallenge.
Vorerst letzter Quakenbrücker Trainer in der ersten Liga wurde 2013 der US-Amerikaner Tyron McCoy, der zuvor Kochs Assistent gewesen war. Im Playoff-Viertelfinale 2014 warf man die Bamberger mit Trainer Chris Fleming aus dem Rennen, die zuvor viermal in Folge Meister geworden waren. Fleming wurde daraufhin in Bamberg entlassen. Im Halbfinale schieden die Drachen gegen Berlin aus. Die Saison 2014/15 wurde auf dem elften Tabellenrang beendet. Am 3. Mai 2015 gab der Verein die Einstellung des Profispielbetriebs in der Bundesliga bekannt. „Der Standortnachteil (zu kleine Halle, zu wenig Top-Sponsoren), den Quakenbrück und die Dragons gegenüber anderen Basketball-Klubs haben (Berlin, München, Frankfurt, Bamberg, Bonn, Ulm), hat nun zum Ende des Bundesliga-Basketballs im Artland geführt“, lautete es in der offiziellen Begründung.
Nach dem Rückzug aus der ersten Liga ging man ab der Saison 2015/16 in der 2. Bundesliga ProB an den Start. Als neuer Cheftrainer wurde der ehemalige Profi Dragan Dojčin präsentiert. Am 9. Januar 2017 trennten sich die Dragons während der laufenden Saison von Dojčin. „Grund ist die sportliche Entwicklung der letzten Wochen, in der die notwendige Konstanz fehlte“, hieß es in der Pressemitteilung des Vereins. Florian Hartenstein und Christian Greve bildeten fortan das neue Trainergespann der Dragons. Wie im Vorjahr war die Saison nach dem Ausscheiden im Achtelfinale der Meisterrunde beendet.
Die Punktrunde des Spieljahres 2017/18 schlossen die Drachen als Tabellenerster der Nordstaffel der 2. Bundesliga ProB ab, schieden allerdings im Viertelfinale (0:2-Siege) gegen Iserlohn aus. Ab Sommer 2018 führte Hartenstein die Geschicke der Mannschaft nach Greves Weggang aus Quakenbrück gemeinsam mit Tuna Isler und David Gomez als Co-Trainer. Im Juni 2018 übernahmen die Quakenbrücker die Lizenz des Bundesliga-Absteigers Rockets und rückten damit in die 2. Bundesliga ProA auf. Ende November 2019 trennte sich der Verein von Trainer Hartenstein, nachdem die Mannschaft aus den vorherigen zehn Spielen lediglich drei Siege geholt hatte und auf dem 14. Tabellenplatz stand. Nachfolger von Hartenstein wurde des bisherige Assistenztrainer Tuna Isler unter dem es die Mannschaft schaffte sich zu stabilisieren. Überschattet wurde das Saisonende durch die weltweit aufkommende Covid-19-Pandemie, durch welche der Ligabetrieb am 17. März 2020 vorzeitig eingestellt werden musste.

### 2020er Jahre
Für die darauffolgenden Spielzeit 2020/2021 wurde die Grundausrichtung des Vereins angepasst, zukünftig sollte vor allem auf junge deutsche Spieler mit entsprechendem Entwicklungspotenzial gesetzt werden. Diese Strategie sollte den Standort dem Vorhaben gemäß langfristig prägen, ohne dabei jedoch auf kurzfristige Erfolge verzichten zu müssen. Beendet wurde die Saison, in der aufgrund der Covid-19-Pandemie kein Heimspiel vor Zuschauern ausgetragen werden konnte, auf dem achten Tabellenplatz, was somit die erste Teilnahme an den Playoffs des Vereins in der ProA bedeutete. Aufgrund der Pandemie wurde der Playoff-Modus verändert, sodass die die Playoff-Teilnehmer in zwei Gruppen gegeneinander antraten. In dieser Runde gelang Quakenbrück nur noch ein weiterer Sieg, sodass man Gruppenletzter wurde. Trotzdem wurde die Saison durch die Teilnahme an den Playoffs und die Entwicklung der Mannschaft als sportlicher Erfolg gesehen, sodass die Verträge mit Cheftrainer Tuna Isler und seinem Assistenten Patrick Flomo im April 2021 bis 2023 verlängert wurden. Nach sechs Niederlagen in Folge entließen die sich in Abstiegsgefahr befindenden Niedersachsen Anfang Februar Trainer Isla und übergaben zunächst dessen Assistenten Flomo die Mannschaftsleitung. Flomo gelang es nicht, den sportlichen Abstieg aus der 2. Bundesliga ProA zu verhindern, der im April 2022 feststand. Die Quakenbrücker bewarben sich um eine Wildcard, die ihnen im Juni 2022 zugesprochen wurde, und blieben auf diesem Wege in der zweithöchsten deutschen Liga.
Mit Pat Elzie verpflichteten die Artländer im Mai 2024 einen Mann mit großer Erfahrung, er übernahm in Quakenbrück die Aufgabe als Sportlicher Leiter. Flomos Amtszeit dauerte bis zum Ende der Spielzeit 2023/24 an, hernach wechselte er wieder in die Quakenbrücker Nachwuchsarbeit. Als neuer Cheftrainer wurde der erfahrene Brite Vincent Macaulay eingestellt. Macaulays Co-Trainer wurde Markus Jackson (geborener Röwenstrunk). Schon Mitte November 2024 wurde Macaulay von seiner Aufgabe als Cheftrainer entbunden, nachdem die Mannschaft unter seiner Führung die ersten vier Spiele der Saison 2024/25 gewonnen und die nachfolgenden fünf verloren hatte. Der Sportliche Leiter Pat Elzie übernahm auch das Traineramt. Aufgrund einer Erkrankung Elzies wurde im Januar 2025 der bisherige Assistenztrainer Markus Jackson zum Cheftrainer befördert, um die Mannschaft bis zum Ende der Saison 2024/25 zu betreuen. Zu diesem Zeitpunkt hatten die Quakenbrücker 13 Ligaspiele in Folge verloren. Im Februar 2025 ging die Niederlagenserie nach 17 Ligaspielen ohne Sieg zu Ende. Am Ende der Saison 2024/25 belegte die Mannschaft einen Abstiegsplatz in der 2. Bundesliga ProA. Da aber Dresden am im Mai 2025 seinen Lizenzantrag zurückzog und deshalb nachträglich auf den letzten Tabellenplatz gesetzt wurde, blieb Quakenbrück in der zweithöchsten deutschen Spielklasse.
Zur Saison 2025/26 wurde die im Nachwuchsbereich bestehende Zusammenarbeit mit dem SC Rasta Vechta ausgebaut: Hendrik Gruhn (zuvor Vechta II) wurde neuer Trainer, des Weiteren wurde vereinbart, künftig auch junge Spieler des SC Rasta in Quakenbrücks Herrenmannschaft einzusetzen. Der vorherige Spieler Brandon Thomas wurde im Sommer 2025 neuer Sportdirektor und somit Nachfolger von Pat Elzie. Anfang August 2025 erfolgte die Gründung des Breitensportvereins Artland Dragons e.V., der eine enge Zusammenarbeit mit dem Quakenbrücker TSV vereinbarte.

### Saisonbilanzen
Ergebnisse nach dem Aufstieg in die 1. Basketball-Bundesliga:
- 2003/2004: 9. Platz in der Hauptrunde
- 2004/2005: 5. Platz in der Hauptrunde, Teilnahme an den Play-offs (Viertelfinale)
- 2005/2006: 5. Platz in der Hauptrunde, Teilnahme an den Play-offs (Viertelfinale)
- 2006/2007: 8. Platz in der Hauptrunde, Teilnahme an den Play-offs (Finale), Vizemeisterschaft, Vizepokalsieger
- 2007/2008: 2. Platz in der Hauptrunde, Teilnahme an den Play-offs (Viertelfinale), Pokalsieger
- 2008/2009: 9. Platz in der Hauptrunde
- 2009/2010: 9. Platz in der Hauptrunde
- 2010/2011: 4. Platz in der Hauptrunde, Teilnahme an den Play-offs (Halbfinale)
- 2011/2012: 4. Platz in der Hauptrunde, Teilnahme an den Play-offs (Halbfinale)
- 2012/2013: 6. Platz in der Hauptrunde, Teilnahme an den Play-offs (Viertelfinale)
- 2013/2014: 7. Platz in der Hauptrunde, Teilnahme an den Play-offs (Halbfinale)
- 2014/2015: 11. Platz in der Hauptrunde

Ergebnisse in der 2. Bundesliga ProB:
- 2015/2016: 6. Platz in der Hauptrunde, Teilnahme an den Play-offs (Achtelfinale)
- 2016/2017: 2. Platz in der Hauptrunde, Teilnahme an den Play-offs (Achtelfinale)
- 2017/2018: 1. Platz in der Hauptrunde, Teilnahme an den Play-offs (Viertelfinale)

Ergebnisse in der 2. Bundesliga ProA:
- 2018/2019: 11. Platz in der Hauptrunde
- 2019/2020: 14. Platz in der Hauptrunde
- 2020/2021: 8. Platz in der Hauptrunde, Teilnahme an der zweiten Gruppenphase
- 2021/2022: 15. Platz in der Hauptrunde, sportlicher Abstieg
- 2022/2023: 6. Platz in der Hauptrunde, Saisonaus im Viertelfinale
- 2023/2024: 14. Platz in der Hauptrunde
- 2024/2025: 17. Platz in der Hauptrunde, sportlicher Abstieg (nach anschließender Tabellenänderung 16.)

Deutscher Pokal:
- 2003/2004 kamen die Dragons bis in die 1. Hauptrunde des BBL-Pokals, wo sie mit 91:84 von den Eisbären Bremerhaven besiegt wurden.
- 2004/2005 schieden sie im Viertelfinale des BBL-Pokals mit 67:85 gegen die Walter Tigers Tübingen aus.
- 2005/2006 erreichten die Dragons erstmals das Halbfinale des BBL-Pokals und erspielten den vierten Platz.
- 2006/2007 standen sie zum ersten Mal im Finale des Top Four und verloren knapp mit 58:60 gegen RheinEnergie Köln.
- 2007/2008 gewannen die Dragons den BBL-Pokal durch ein 74:60 gegen EnBW Ludwigsburg.
- 2008/2009 konnten sie den Titel aber nicht verteidigen, da sie im Achtelfinale den New Yorker Phantoms Braunschweig mit 79:85 unterlagen.
- 2009/2010 qualifizierten sich die Artland Dragons nicht für den BBL-Pokal, da zur Saison 2009/2010 nur die ersten Sechs der Hinrunde am BBL-Pokal teilnahmen.
- 2010/2011 erreichten sie das Top-Four-Halbfinale und gewannen das Spiel um Platz 3 gegen die Deutsche Bank Skyliners mit einem 90:56.
- 2011/2012 schieden die Dragons nach einem 79:65 gegen die Brose Baskets Bamberg in der Qualifikationsrunde für das Top-Four-Turnier aus.
- 2012/2013 erreichten sie das Top-Four-Halbfinale und belegten Platz 4 nach Niederlagen gegen Ratiopharm Ulm und FC Bayern München.
- 2013/2014 verloren die Dragons in der Qualifikationsrunde für das Top-Four-Turnier mit 76:61 gegen den FC Bayern München.
- 2014/2015 verpassten sie den Einzug in die Qualifikationsrunde, da sie es nicht nach Abschluss der Hinrunde unter die ersten Sechs der Pokal-Tabelle schafften.

Europapokal:
- 2007/2008 erreichten die Dragons als einzige deutsche Mannschaft das Achtelfinale des ULEB Cups.
- 2008/2009 kamen sie bis unter die letzten 16 Mannschaften des neuen Eurocups.
- 2009/2010 zogen die Dragons bis in die Runde der letzten 16 der EuroChallenge ein.
- 2010/2011 konnten sie sich nicht für die Hauptrunde der EuroChallenge qualifizieren, da sie nach Hin- und Rückspiel gegen ETHA Encomi Nikosia verloren.
- 2011/2012 kamen die Dragons bis in die Viertelfinal-Playoffs der EuroChallenge, schieden dort aber nach zwei Niederlagen gegen Beşiktaş Milangaz aus.
- 2012/2013 kamen sie als 4. nicht über die Gruppenphase des Eurocups hinaus.
- 2013/2014 schieden die Dragons als 5. in der Gruppenphase des Eurocups aus.
- 2014/2015 erreichten sie erneut nicht die Runde der letzten 32 Mannschaften des Eurocups, da sie als 6. in der Gruppenphase ausschieden.

## Trainer
| Amtszeit        | Name                                                             |
| --------------- | ---------------------------------------------------------------- |
| 1996–1997       | Karl-Heinz Röben                                                 |
| 1997–02/1998    | Brian Muldowney                                                  |
| 02/1998–2000    | Toni Bevanda                                                     |
| 2000–2008       | Chris Fleming                                                    |
| 2008–2010       | Thorsten Leibenath                                               |
| 2010–2013       | Stefan Koch                                                      |
| 2013–2015       | Tyron McCoy                                                      |
| 2015–01/2017    | Dragan Dojčin                                                    |
| 01/2017–11/2019 | Florian Hartenstein (bis 06/2018 im Gespann mit Christian Greve) |
| 11/2019–02/2022 | Tuna Isler                                                       |
| 02/2022–05/2024 | Patrick Flomo                                                    |
| 06/2024–11/2024 | Vincent Macaulay                                                 |
| 11/2024–01/2025 | Patrick Elzie                                                    |
| 01/2025–04/2025 | Markus Jackson                                                   |
| seit 05/2025    | Hendrik Gruhn                                                    |

## Verein

### Kader 2024/2025
| Spieler | Spieler            | Spieler        | Spieler    | Spieler | Spieler | Spieler               |
| Nr.     | Nat.               | Name           | Geburt     | Größe   | Info    | Letzter Verein        |
| ------- | ------------------ | -------------- | ---------- | ------- | ------- | --------------------- |
| 4       | Deutschland        | Thorben Döding | 07.03.1999 | 1,89    |         | eigene Jugend         |
| 45      | Vereinigte Staaten | Demetrius Ward | 20.08.1990 | 1,88    |         | Uni Baskets Paderborn |

| Trainer | Trainer | Trainer  |
| Nat.    | Name    | Position |
| ------- | ------- | -------- |

| Legende      | Legende   |
| Abk.         | Bedeutung |
| ------------ | --------- |
| Quellen      |           |
| Teamhomepage |           |

| Legende      | Legende   |
| Abk.         | Bedeutung |
| ------------ | --------- |
| Quellen      |           |
| Teamhomepage |           |

### Zugänge 2021/22
- Taren Valdis Sullivan (Rivers Hoopers)
- Adam Pechacek (PS Karlsruhe LIONS)
- Daniel Zdravevski (Phoenix Hagen)
- Demetrius Ward (Uni Baskets Paderborn)
- Jonas Weitzel (s.Oliver Würzburg)

### Abgänge 2021/22
- Marius Lau (unbekannt)
- Quadir Welton (unbekannt)
- Gerel Simmons (HLA Alicante)
- Danielius Lavrinovicius (BC Nevėžis)
- Robert Oehle (Eisbären Bremerhaven)

### Jugendarbeit
Unter dem Namen Young Dragons traten Quakenbrücker Mannschaft in den Jugendleistungsklassen NBBL und JBBL an. Zudem besteht eine Kooperation mit dem Stammverein TSV Quakenbrück. Die JBBL-Mannschaft wurde 2014 unter Leitung von Trainer Florian Hartenstein Deutscher Meister.
2016 ging man im Nachwuchsleistungsbereich eine Zusammenarbeit mit dem SC Rasta Vechta ein. Es wurden für die NBBL und JBBL Spielgemeinschaften (Young Rasta Dragons) gebildet. 2024 gewann die gemeinsame U19-Jugendmannschaft Quakenbrücks und Vechtas die deutsche Meisterschaft dieser Altersklasse.

### Maskottchen und Fans
Das Maskottchen der Dragons ist Tobi der Drache und seit Gründung des Vereins fester Bestandteil des Vereins und jedem Heimspiels.
Die Cheerleader heißen Die Flames und werden seit 2010 von Theresa Hartenstein betreut. 2013 waren Die Flames, Cheerleader beim BBL ALL-Star-Day in Nürnberg.
Die Artland Dragons haben drei offizielle Fanklubs: Den „Fanclub-Dragonfire“, die „Dragon-Front-Quakenbrück“ sowie „Forza Dragons Dinklage“.
Die derzeitige Spielstätte, unter Fans auch „Drachenhöhle“ genannt, ist die Artland-Arena mit einer Gesamtkapazität von 3.000 Plätzen.
Des Weiteren gibt es seit der Saison 2015/16 Zusammenfassungen der Spiele und andere Videos zum Verein auf dem Vereinseigenen YouTube-Channel zu sehen.

## Medien
Von der regionalen Neuen Osnabrücker Zeitung erfahren die Dragons Aufmerksamkeit, überregional ist dies jedoch erst seit der Play-off-Teilnahme 2007 zögernd der Fall. Der Osnabrücker Bürgersender osradio 104,8 berichtet seit Jahren unregelmäßig über Heimspiele und ist gelegentlich auch bei Auswärtsspielen vertreten. Ab der Saison 2009/10 wurden regelmäßig Live-Übertragungen auf Sport1 gezeigt. Darüber hinaus veröffentlichte die Osnabrücker Monatszeitung Insider ab 2010 in jeder Ausgabe eine Sonderseite zum regionalen Profi-Basketball, auf der die Artland Dragons die größte thematische Rolle spielten. Das 192-seitige Magazin „Die Macht im Norden“ von der Quakenbrücker Werbeagentur „Artland Design“ beleuchtet chronologisch die zwölfjährige Bundesliga-Geschichte der Artland Dragons.